# Štěrk

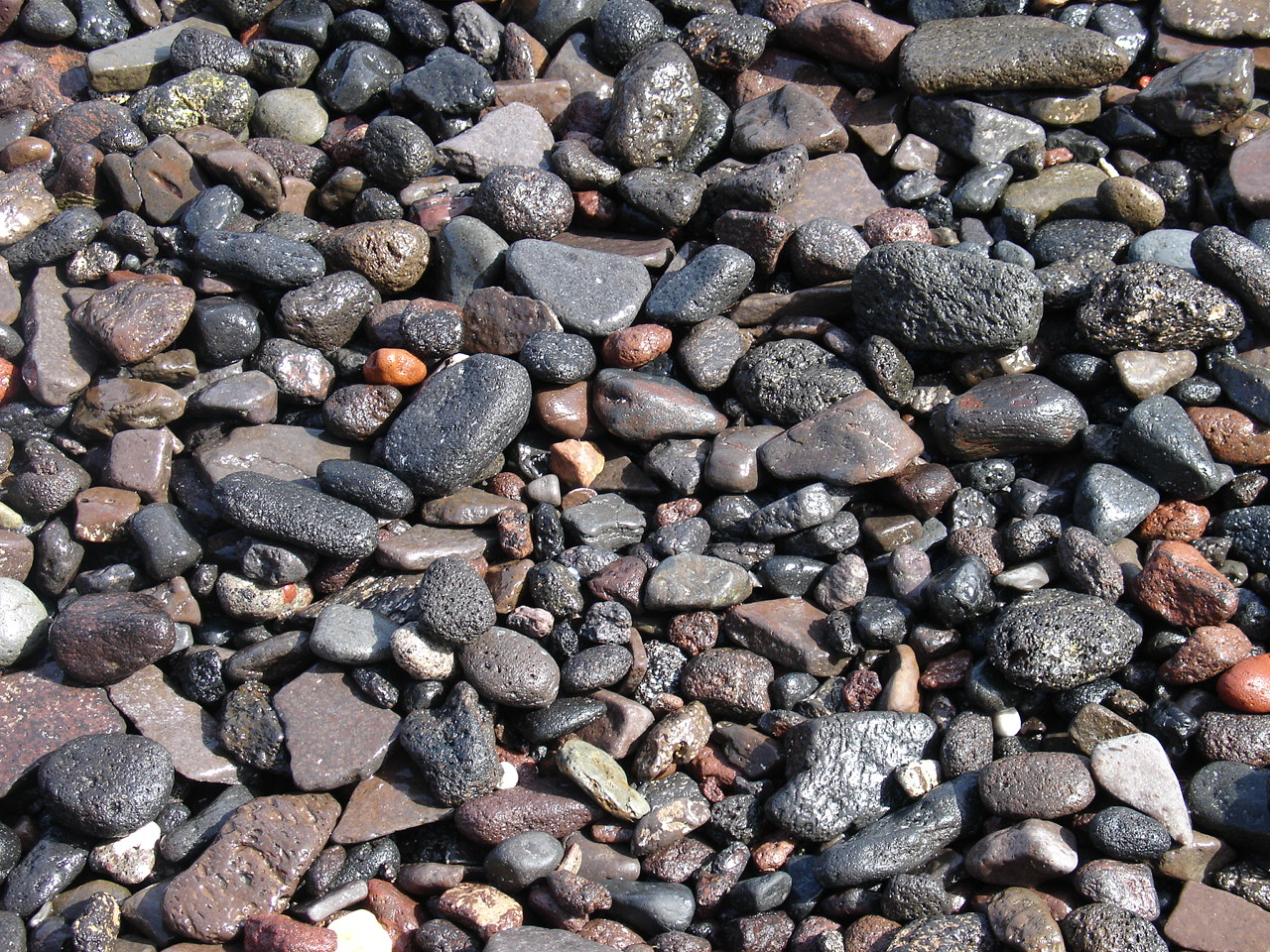
Štěrky na pobřeží Egejského moře (Santorini, Řecko)

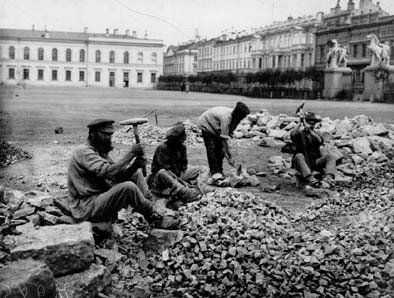
Karl Bulla: Kameníci při drcení štěrku, 1900

Štěrk je nepevný zrnitý materiál přírodního původu, který vznikl rozrušením, následným opracováním a transportem pevné horniny, s velikostí jednotlivých zrn od 2 mm do 256 mm. Jednotlivá zrna štěrkové velikosti se nazývají oblázky. Nejbližší menší třída zrnitosti je písek, úlomky větší než 256 mm se nazývají balvany.[zdroj?]
Aby se určitý sediment mohl nazvat štěrkem, musí obsahovat více než 30 % částic (úlomků) štěrkové velikosti z celkového objemu sedimentu.[zdroj?] Pokud je obsah úlomků nižší, používá se adjektivum štěrkový, s příslušným názvem (štěrkový písek, štěrkový jíl). Zpevněný ekvivalent štěrku se nazývá slepenec (v případě zaoblených úlomků), anebo brekcie (v případě ostrohranných úlomků).
Protože výskyt štěrků na zemském povrchu není tak častý jako výskyt písků, označuje se tímto názvem i komerční drť vyráběná z horniny v kamenolomech s průměrem zrn 2 až 15 mm.

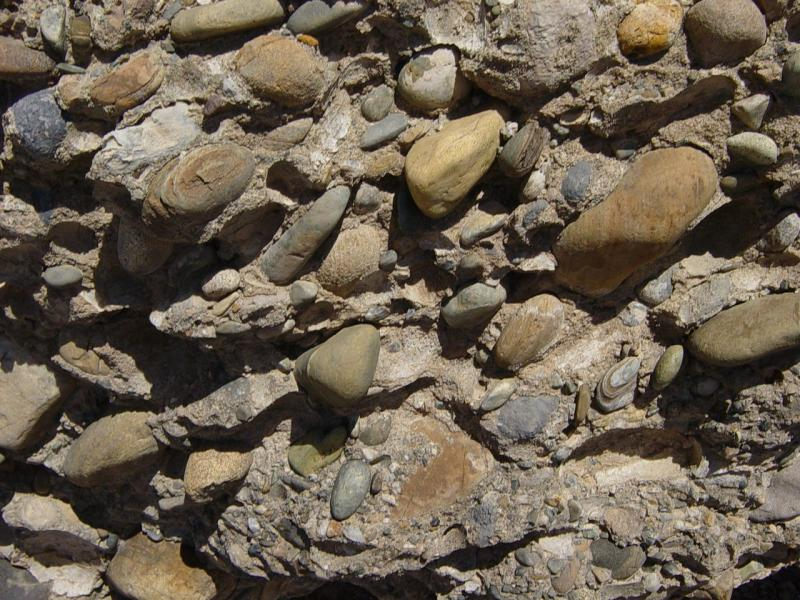
Slepenec - štěrkový konglomerát

## Výskyt
Štěrky jsou nejhrubším produktem zvětrávání, proto je jejich transport ze zdrojové oblasti na místo uložení relativně krátký v porovnání s transportní vzdáleností menších úlomků (písku, prachu a jílu). Rozdělují se na základě místa ukládání na:
- subakvální štěrky - štěrky ukládané pod hladinou vody. Patří sem štěrky uložené na pobřeží moře a v šelfových zónách. Menší množství se nachází i v sedimentech velkých jezer. Plážové (pobřežní) štěrky lemují hranici 1 až 2 metry nad hladinou a 4 až 10 metrů pod hladinou vody.
- terestrické štěrky - štěrky říčních naplavenin a hruboklastické glaciální sedimenty (morénové nánosy, štěrkové výplavy z předpolí ledovců). Říční štěrky vytvářejí v podhůří vysokých horských masivů charakteristické vějířovité nánosy.

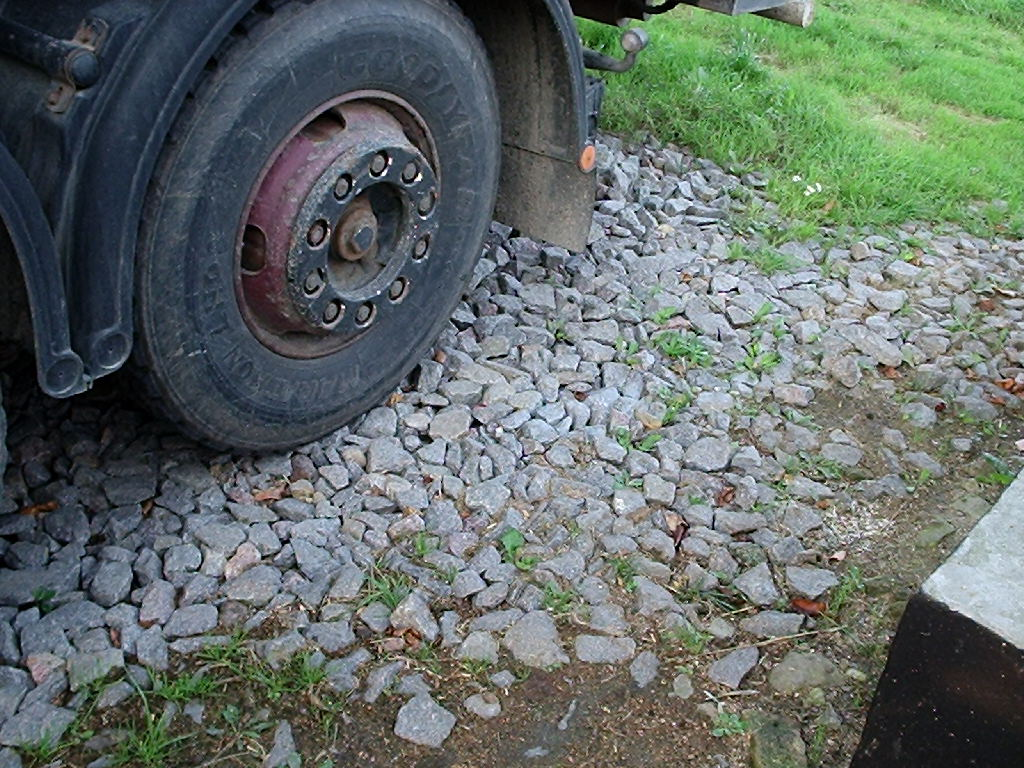
Granitová drť jako povrch silnice

## Použití
Štěrk se nejčastěji používá ve stavebnictví jako plnivo do betonů, při stavbě cest, dopravních komunikaci (drcený štěrk jako podkladový materiál), případně i jako samostatný silniční povrch, hlavně v oblastech s malou silniční zátěží (celosvětově je počet silnic se štěrkovým povrchem přibližně stejný jako počet asfaltových cest).